# Jean-Michel Lucenay
Pour les articles homonymes, voir Lucenay (homonymie).

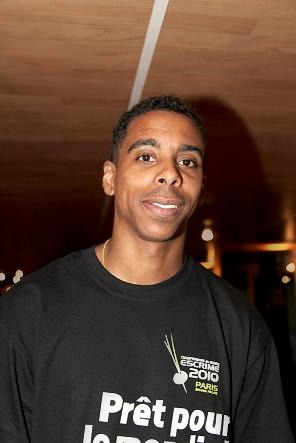

Jean-Michel Lucenay, né le 25 avril 1978 à Fort-de-France, est un escrimeur français, pratiquant l'épée.

## Biographie
Jean Michel Lucenay est un escrimeur épéiste martiniquais né le 25 avril 1978 à Fort-de-France. Il a grandi dans la commune du Lorrain, en Martinique. Doué de belles qualités athlétiques, il pratique plusieurs sports dont le football en équipe de jeunes. Il a d’ailleurs conservé un attachement particulier pour le football qu’il suit désormais en tant que simple supporter.
Jean Michel finira par se consacrer entièrement à l’escrime au club de Durandal à Fort-de-France, et ce grâce à son frère Laurent. Cela lui vaudra d’être détecté par le Pôle France peu de temps après. En 1998, il intègre l’équipe de France et rejoint l’INSEP à Paris, en même temps que les frères Jeannet avec lesquels il a formé la génération d’escrimeurs antillais la plus talentueuse de l’histoire du sport français.
Le Lorrinois remportera le titre de champion du Monde universitaire en 2003 tout en poursuivant parallèlement un cursus sportif et universitaire brillant. Il obtient en effet son brevet d’Etat 1er degré et accède au rang de maître d’arme en 2001. Il obtiendra enfin sa maîtrise en management des organisations sportives en 2009.
L’année 2010 sera celle de la consécration pour Jean-Michel. Il remportera en effet le titre de Champion d’Europe en individuel ainsi que celui de Champion du Monde par équipes.  En individuel, il finira également médaillé de bronze du championnat du Monde cette même année.
Entre 2011 et 2014, Jean-Michel enchaine les victoires. Champion du Monde par équipes en 2011 et 2014 et Vice-champion du monde en 2012, Champion d’Europe par équipes en 2011 et Champion de France en 2012. Il s’offrira même la médaille d’Or aux Jeux méditerranéens de 2013.
En 2016, au-delà de leur titre de Champion d’Europe par équipes, Jean-Michel et l’Equipe de France touche le graal en décrochant l’Or Olympique par équipes aux Jeux de Rio.
En Juillet 2017, Jean-Michel Lucenay annonce qu’il prendra sa retraite sportive après les Championnats du Monde de Leipzig. Pour sa dernière compétition internationale, il décroche l’Or par équipes. Jean-Michel partira à la retraite en tant que Champion du Monde et avec l’un des plus beaux palmarès de l’escrime internationale.

## Palmarès
- Jeux olympiques d'été
  -  Médaille d'or en épée par équipe en 2016 à Rio de Janeiro

- Championnats du monde d'escrime
  -  Médaille d'or par équipe à l'épée lors des Championnats du monde d'escrime 2017 à Leipzig
  -  Médaille d'or par équipe à l'épée lors des Championnats du monde d'escrime 2014 à Kazan
  -  Médaille d'argent par équipes aux Championnats du monde d'escrime 2012 à Kiev
  -  Médaille d'or par équipes aux Championnats du monde d'escrime 2011 à Catane
  -  Médaille de bronze en 2010 à Paris.
  -  Médaille d'or par équipe à l'épée lors des Championnats du monde d'escrime 2009 à Antalya
  -  Médaille d'or par équipe à l'épée lors des Championnats du monde d'escrime 2002 à Lisbonne

- Championnats d'Europe d'escrime
  -  Médaille d'or par équipe lors des Championnats d'Europe 2016 à Toruń
  -  Médaille de bronze aux Championnats d'Europe 2016 à Toruń
  -  Médaille de bronze aux Championnats d'Europe 2014 à Strasbourg
  -  Médaille d'or par équipe lors des Championnats d'Europe 2011 à Sheffield
  -  Médaille d'or aux Championnats d'Europe 2010 à Leipzig
  -  Médaille d'or par équipe lors des Championnats d'Europe 2008 à Kiev
  -  Médaille d'or par équipe lors des Championnats d'Europe 2003 à Bourges
  -  Médaille de bronze aux Championnats d'Europe 2008 à Kiev

- Jeux méditerranéens
  -  Médaille d'or à Mersin 2013

- Championnats de France d'escrime
  -  Médaille d'or en 2015
  -  Médaille d'or en 2012
  -  Médaille d'argent en 2011 et en 2006
  -  Médaille de bronze en 2010 et 2009 et en 2001

## Distinctions
- Chevalier de la Légion d'honneur le 1er décembre 2016[1]